# Куп Црне Горе у фудбалу 2006/07.
Куп Црне Горе у фудбалу 2006/07 одржан је први пут у организацији Фудбалског савеза Црне Горе, чији је победник обезбедио пласман у 1. коло квалификација за УЕФА куп 2007/08.

## Систем такмичења
У Купу учествује 30 клубова из Црне Горе и то: 12 клубова Прве лиге Црне Горе у сезонои 2006/07, 12 клубова Друге лиге Црне Горе сезоне 2006/07 и 6 клубова финалиста купа региона.
Финалисти Купа Црне Горе за 2005/06. ФК Црвана стијена и ФК Ком су слободни у шеснаестини финала Купа. Куп Црне Горе за 2005/06 било је регионално такмичење.
Утакмице шеснаестине финала играју се по једноструком Куп систему.(једна утакмица)
Утакмице осмине финала, четвртфинала и полуфинала играју се по двеструком Куп систему (две утакмице).
Финална утакмица се игра по једноструком Куп систаму на Градском стадиону у Подгорици.
У случају нерешеног резултата код утакмица које се играју по једноструком Куп систему у шеснаестини финала, одмах се изводе једанаестерци, а код финалне утакмице прво се играју два породужетка по 15 минута, па ако резултат и после тога остане нерешен изводе се једанаестерци.

## Шеснаестина финала
| Утак. | Клуб, Место        | Резултат                 | Клуб, Место            |
| 1     | Беране             | 3 : 3 (1:2) пенали 4 : 2 | Ибар, Рожаје           |
| 2.    | Бокељ Котор        | 3 : 0 (2:0)              | Јединство, Бијело Поље |
| 3.    | Рибница, Рибница   | 0 : 1 (0 : 0)            | Младост, Подгорица     |
| 4. .  | Отрант, Улцињ      | 1 : 1 (1:1) пенали 5 : 4 | Могрен, Будва          |
| 5.    | Дечић, Тузи        | 5 : 0 (5:0)              | Челик, Никшић          |
| 6.    | Зета, Голубовци    | 2 : 1 (1 : 0)            | Ловћен, Цетиње         |
| 7.    | Првијенац,         | 0 : 1 (0 : 1)            | Комови                 |
| 8.    | Арсенал, Тиват     | 0 : 2 (0 : 0)            | Сутјеска, Никшић       |
| 9.    | Језеро, Плав       | 0 : 3 (0 : 2)            | Петровац, Петровац     |
| 10.   | Бијела, Бијела     | 0 : 4 (0 : 3)            | Будућност, Подгорица   |
| 11.   | Братство, Цијевна  | 3 : 0 (2:0) пенали 4 : 1 | Гусиње, Бијело Поље    |
| 12.   | Морнар,            | 0 : 1 (0 : 0)            | Рудар, Пљевља          |
| 13.   | Забјело, Подгорица | 1 : 2 (1:0)              | Грбаљ, Радановићи      |
| 14.   | Искра, Данилоград  | 0 : 1 (0:0)              | Зора, Спуж             |

Победници и екипе ФК Црвана стијена и ФК Ком пласирале су се у осмину финала купа.

## Осмина финала
| Утак. | Клуб, Место               | Укупан резултат    | Клуб, Место        | 1. утак. - | 2. утак. - |  |
| 1     | Грбаљ, Радановићи         | 8 : 2              | Ком, Подгорица     | 5 : 0      | 3 : 2      |  |
| 2.    | Црвена стијена, Подгорица | 1 : 0              | Братство, Цијевна  | 1 : 0      | 0 : 0      |  |
| 3.    | Будућност, Подгорица      | 2 : 3              | Зета Голубовци     | 2 : 0      | 0 : 3      |  |
| 4.    | Комови,                   | 1 : 5              | Зора, Спуж         | 1 : 5      | 0 : 0      |  |
| 5.    | Отрант, Улцињ             | 2 : 5              | Младост, Подгорица | 2 : 2      | 0: 3       |  |
| 6.    | Беране                    | 1 : 3              | Рудар, Пљевља      | 0 : 2      | 1 : 1      |  |
| 7.    | Сутјеска Никшић           | 1 : 1 пенали 4 : 3 | Бокељ Котор        | 0 : 1      | 1 : 0      |  |
| 8.    | Петровац, Петровац        | 2 : 4              | Дечић, Тузи        | 1 : 1      | 1 : 3      |  |

## Четвртфинале
| Утак. | Клуб, Место               | Укупан резултат | Клуб, Место        | 1. утак. - | 2. утак. - |       |
| 1     | Црвена стијена, Подгорица | 1 : 2           | Грбаљ, Радановићи  |            | 1 : 1      | 0 : 1 |
| 2.    | Рудар, Пљевља             | 2 : 0           | Младост, Подгорица | 2 : 0      | 0 : 0      |       |
| 3.    | Сутјеска Никшић           | 1 : 1           | Дечић, Тузи        | 0 : 0      | 1 : 1*     |       |
| 4.    | Зора, Спуж                | 1 : 2           | Зета Голубовци     | 1 : 1      | 0 : 1      |       |

## Полуфинале
| Утак. | Клуб, Место       | Укупан резултат | Клуб, Место     | 1. утак. - | 2. утак. - |
| 1     | Грбаљ, Радановићи | 0 : 2           | Рудар, Пљевља   | 0 : 2      | 0 : 0      |
| 2.    | Зета Голубовци    | 3 : 3           | Сутјеска Никшић | 3 : 2*     | 0 : 1      |

## Финале
| Утак. | Клуб, Место   | Рењзултет | Клуб, Место     |
| 1     | Рудар, Пљевља | 2 : 1     | Сутјеска Никшић |

| Освајач купа Црне Горе 2006/07 |
| ФК Рудар Пљевља 1. Титула      |

## Резултати победника купаУЕФА купу 2007/08.
| Ниво          | Клуб    | Држава | укупан рез. | Држава    | Клуб  | 1. утак. | 2. утак. |
| ------------- | ------- | ------ | ----------- | --------- | ----- | -------- | -------- |
| Прво коло кв. | Омонија | Кипар  | 4-0         | Црна Гора | Рудар | 2-0      | 2-0      |